# تاجلو بيكم
تاجلو بيكم (بالفارسية: تاجلو بیگم) هي الزوجة الثانية لحاكم الدولة الصفوية الشاه إسماعيل الصفوي، وهي من أصل تركماني ولدت في مدينة تبريز غربي إيران، وتزوجت إسماعيل الصفوي وانجبت له أربع أطفال، ابنان منهم طهماسب الأول، وبنتان، وقد توفيت في شيراز.